# Banco Nacional da Romênia
O Banco Nacional da Romênia (em romeno:  Banca Națională a României, BNR) é o banco central da Romênia e foi estabelecido em abril de 1880. Sua sede está localizada na capital Bucareste.
O Banco Nacional da Romênia é responsável pela emissão do leu romeno e, como tal, define a política monetária, mantém as reservas de moeda e gerencia a taxa de câmbio.

## História
O primeiro governador do banco foi Ion Câmpineanu. Eugeniu Carada está associado ao Banco Nacional, pois foi o fundador do banco e foi eleito diretor do banco, mas nunca aceitou o papel de governador.
Em 1916, após a invasão das potências centrais, os objetos de valor do Banco Nacional da Romênia, juntamente com muitos outros objetos de valor (o Tesouro Romeno) foram enviados a Moscou para custódia, mas nunca foram devolvidos (exceto o tesouro de Pietroasele - agora em exibição no Museu Nacional de História da Romênia, a coleção numismática do Banco Nacional, algumas pinturas e arquivos).
Em 28 de Julho de 1959, um grupo armado de seis judeus romenos, membros do aparato do Partido Comunista Romeno (o Grupo Ioanid: Alexandru Ioanid, Paul Ioanid, Igor Sevianu, Monica Sevianu, Sasa musat e Haralambie Obedeanu) foram acusados de ter roubado um carro blindado do Banco Nacional da Romênia de 1.600.000 lei (cerca de 250.000 dólares americanos a preços de 1959). Foi supostamente o assalto a banco mais famoso do bloco oriental. Além das acusações baseadas em várias diretrizes ideológicas, nenhuma razão para o suposto assalto, ou para o grupo Ioanid por ter perpetrado, foi apresentada no julgamento.
Embora as pessoas em julgamento tenham sido acusadas de pretender doar o dinheiro a organizações sionistas que enviariam judeus romenos a Israel, a quantia roubada estava em lei, que na época não podia ser trocada por moeda forte em nenhum lugar do mundo. Todos esses aspectos, juntamente com os inúmeros casos de sentenças baseadas em falsas acusações, levaram a maioria das pessoas a duvidar de que algum assalto realmente ocorreu ou que os acusados pelo crime o cometeram.

## Arquitetura

### O Antigo Palácio do BNR

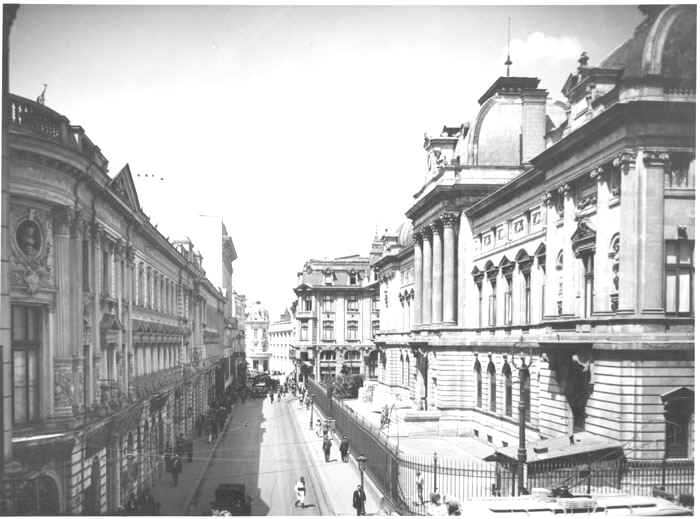
A sede do Banco Nacional da Romênia na década de 1920 (rua Lipscani)

A sede do Banco Nacional da Romênia, com vista para a Rua Lipscani, é um dos mais imponentes e imponentes edifícios bancários da Romênia, hoje em dia um monumento histórico de arte e protegido como tal. Foi erguido no antigo local da pousada construída por Șerban Cantacuzino (1678-1688).
Em 26 de fevereiro de 1882, os arquitetos Cassien Bernard e Albert Galleron receberam a tarefa de planejar o Palácio do BNR. A construção do edifício no estilo eclético do final do século XIX, com alguns elementos neoclássicos, ocorreu entre 12 de julho de 1884 (quando a pedra fundamental foi lançada) e junho de 1890 sob a direção do arquiteto engenheiro Nicolae Cerchez, assistido pelo arquiteto E. Băicoianu.

### O Novo Palácio do BNR
Com a fachada na Rua Doamnei, a nova ala do Palácio do BNR foi construída durante a Segunda Guerra Mundial, depois de ter lançado a pedra fundamental em 1937.
As obras foram realizadas entre 1942 e 1944 sob a direção do arquiteto Ion Davidescu, assistidas por outros dois arquitetos, Radu Dudescu e N. Crețoiu.
O edifício é emblemático do estilo neoclássico, com influências racionalistas que prevaleceram no período entre guerras. Ele impressiona pelas escadas monumentais de granito, pelas enormes colunas coríntias que formam a fachada e pelos grandes salões revestidos de mármore branco dentro do edifício.

## Responsabilidades
As principais tarefas do Banco Nacional da Romênia são as seguintes:
- definir e implementar a política monetária e a política cambial;
- conduzir a autorização, regulamentação e supervisão prudencial das instituições de crédito e promover e supervisionar o bom funcionamento dos sistemas de pagamento, com vistas a garantir estabilidade financeira;
- Emitir notas e moedas como moeda legal no território da Romênia;
- fixar o regime cambial e supervisionar sua observância;
- para gerenciar as reservas oficiais da Romênia.

## Galeria

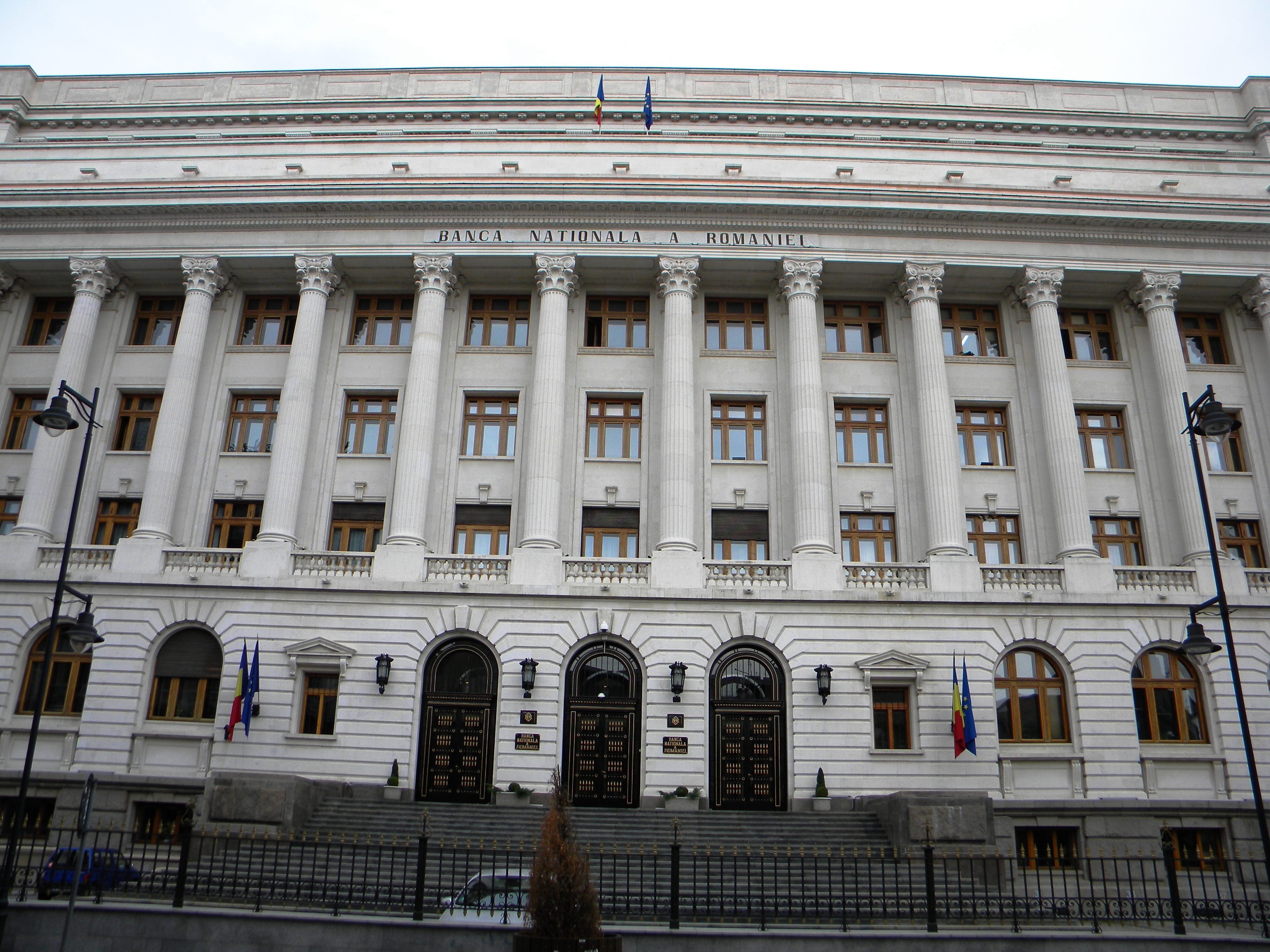
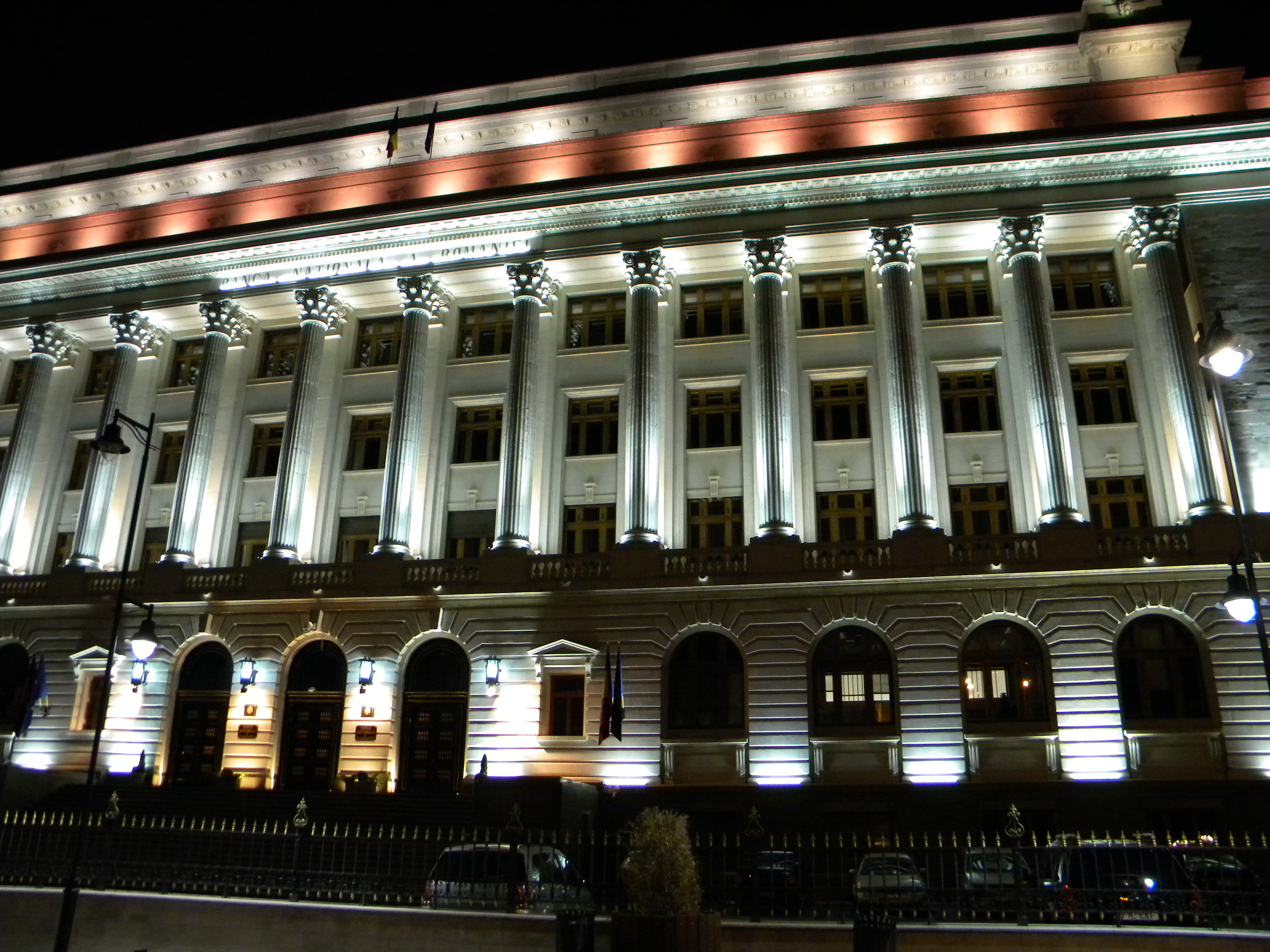
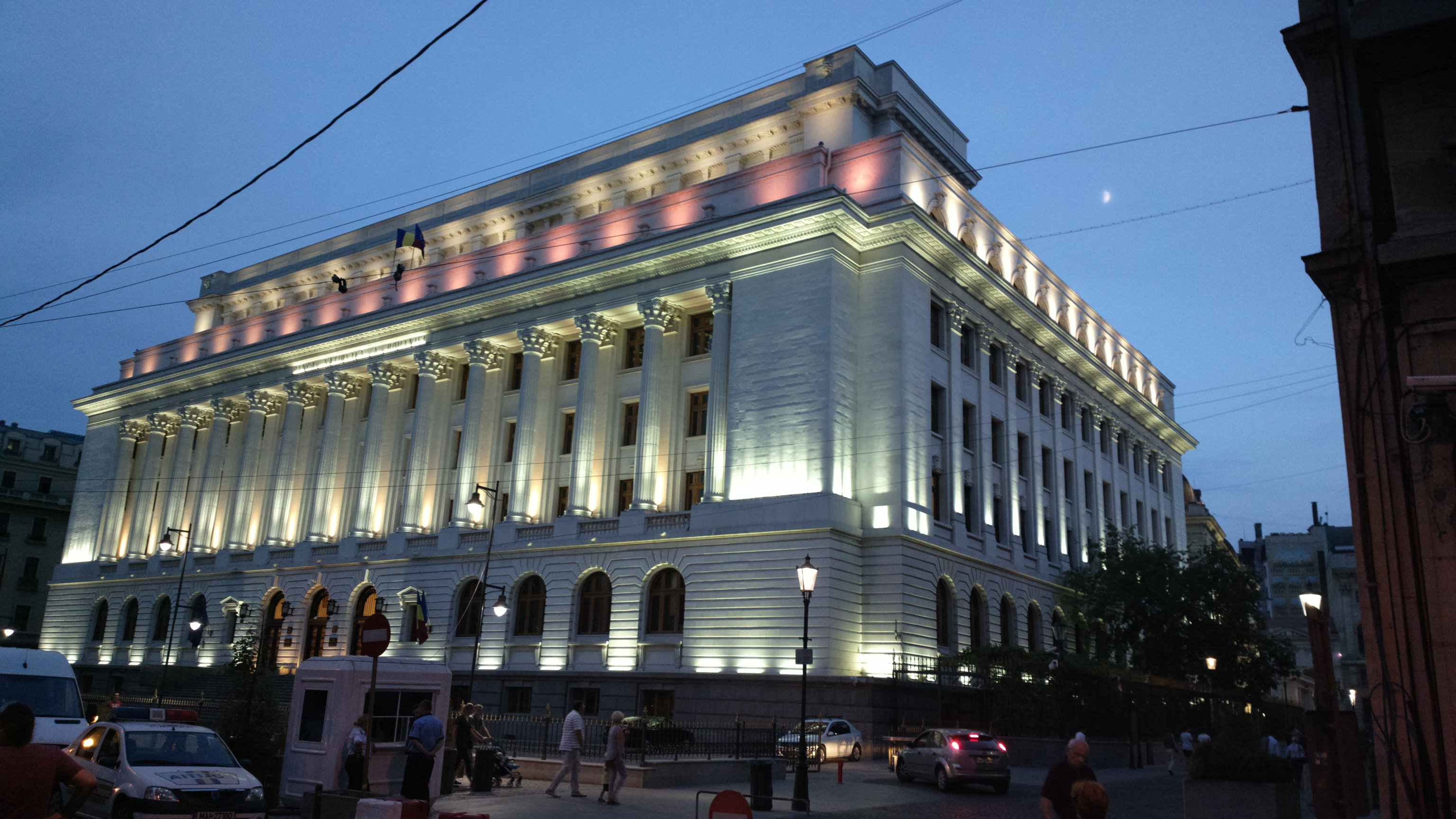
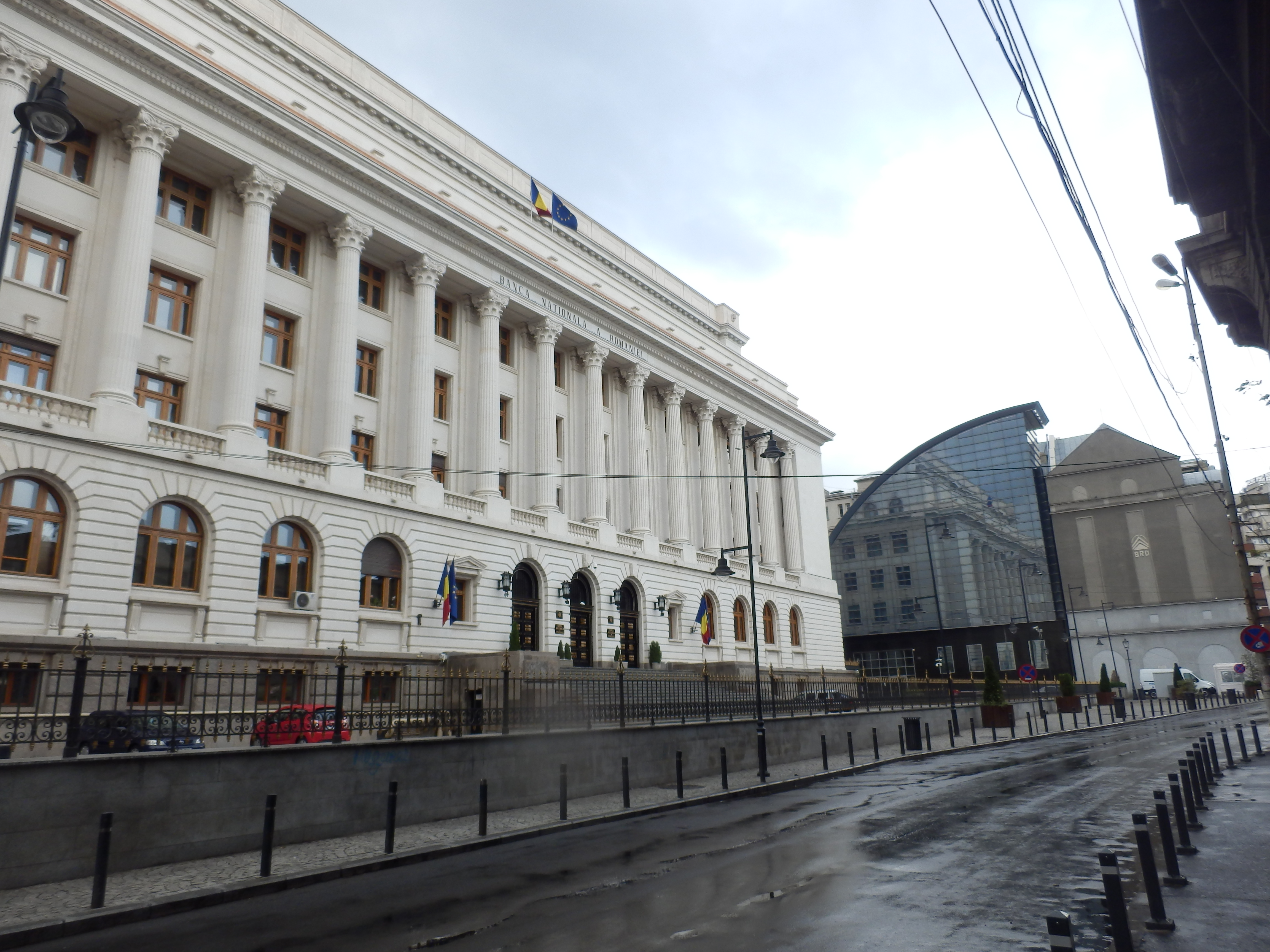

Banco Nacional da Romênia
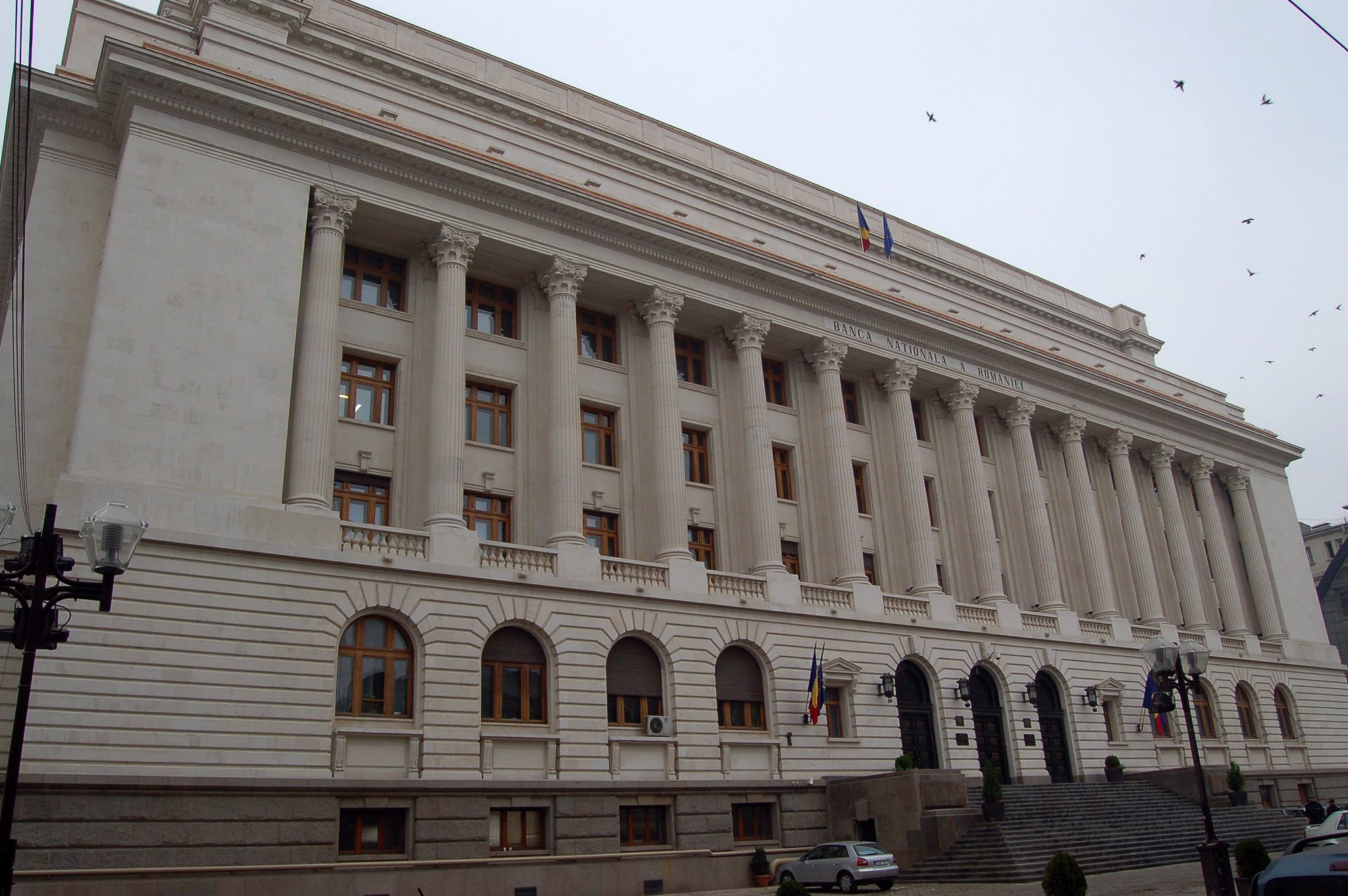
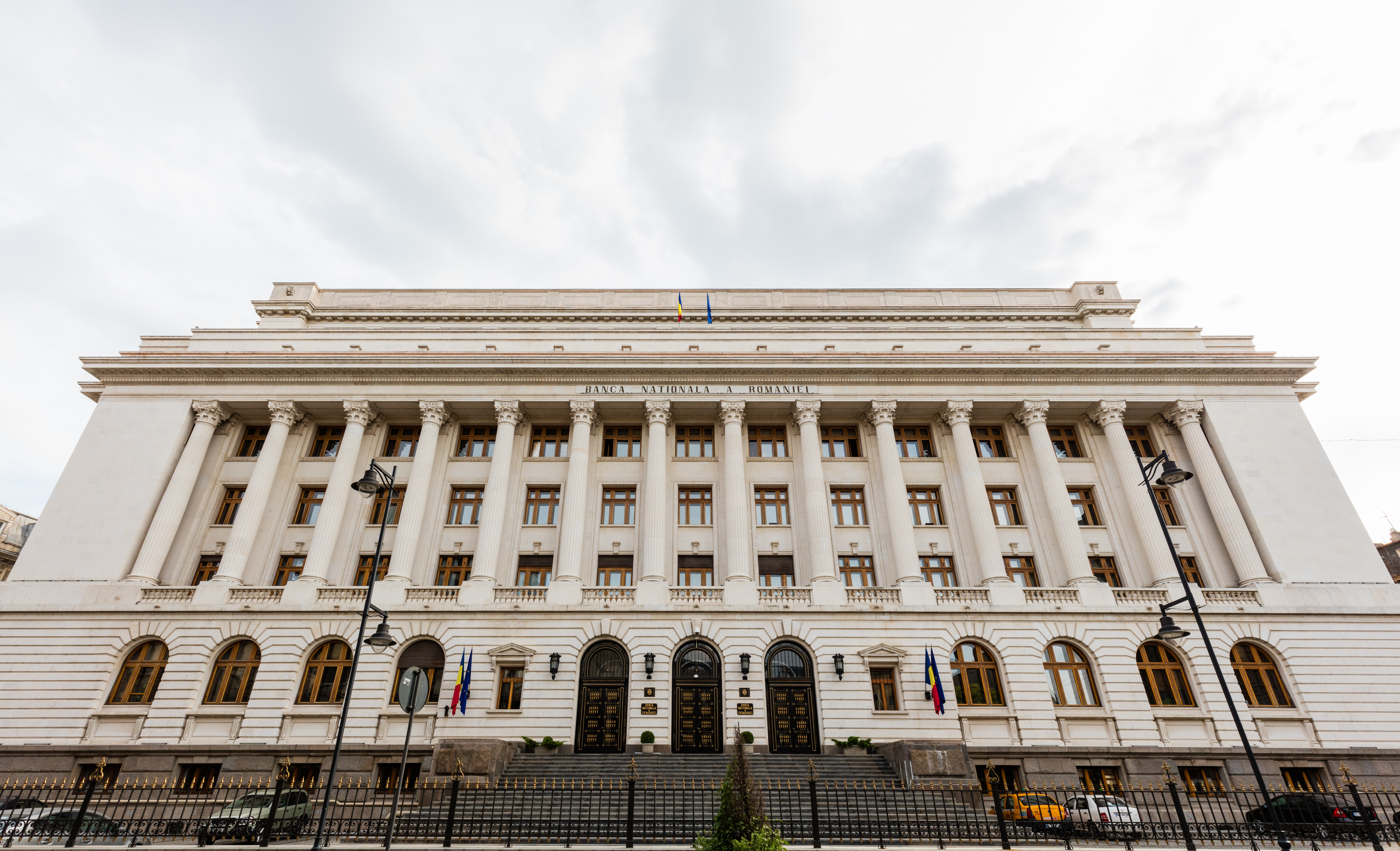
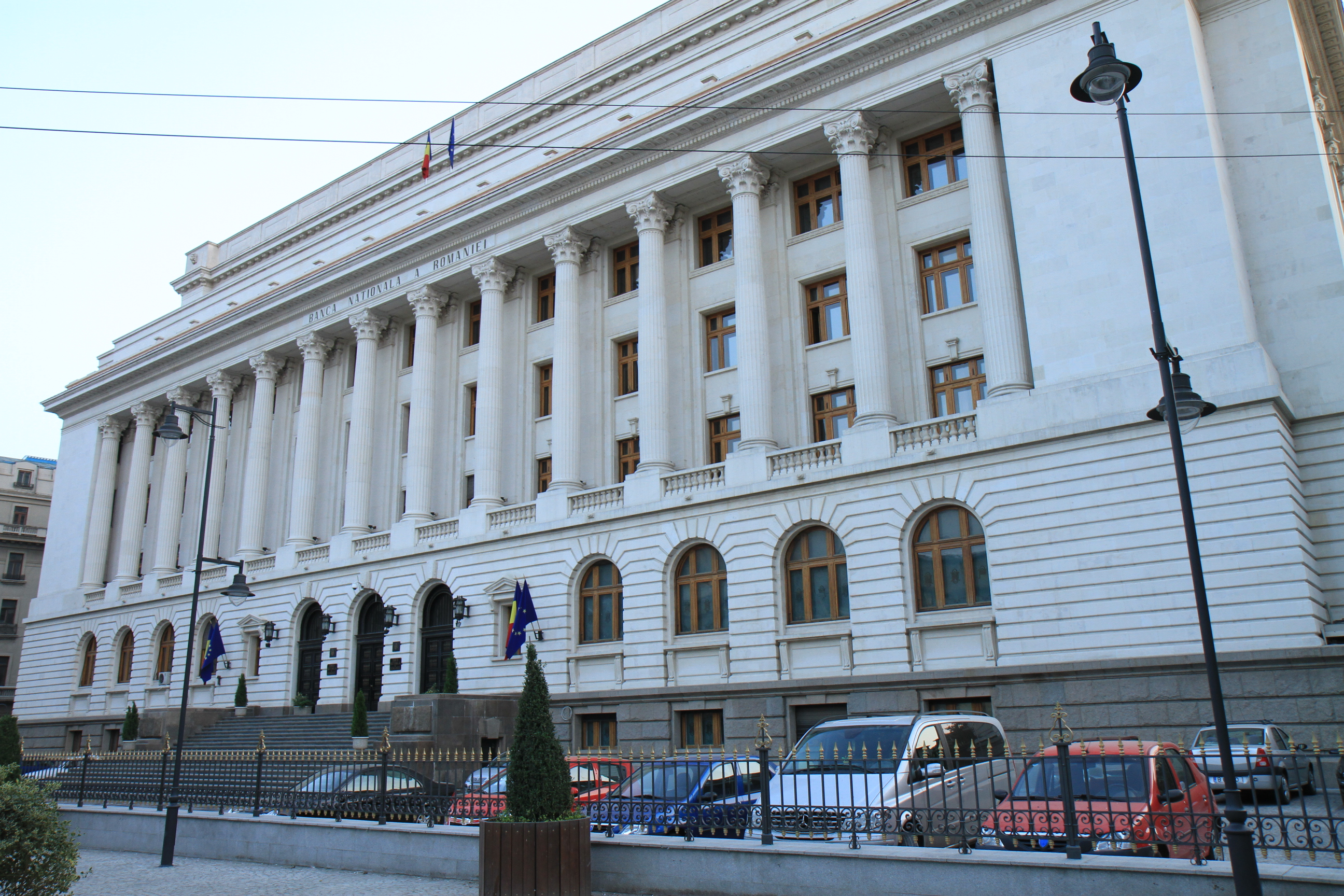